# Safiyya bint Huyayy
Ṣafīyyah bint Ḥuyayy (Arabiska: صفية بنت حيي), född mellan 610 och 614, död mellan 664 och 672, var den muslimska profeten Muhammads hustru nummer tio. Hon var ursprungligen en judinna som tilldelades Muhammed som en del av krigsbytet sedan hon blivit änka då hennes stam besegrats av muslimerna, varpå Muhammed gav henne valet att konvertera till islam och gifta sig med honom, eller fortsätta vara slav. 

## Biografi
Safiyya bint Huyayy var dotter till Huyayy ibn Akhtab, hövding för den judiska arabiska Banu Nadir-stammen, och Barrah bint Samawal. Hon påstods härstamma från bibelns Aron. Hon gifte sig med den jämnåriga judiska skattemästaren Kenana ibn al-Rabi.
Hennes far och bror dödades i slaget vid vallgraven mot muslimerna 627. Hundra judiska män avrättades av muslimerna efter detta slag, av vilka hennes far var en. 
I maj 628 dödades hennes make i strid mot muslimerna i slaget vid Khaybar i norra Arabien. Hennes make ska enligt en version ha blivit tillfångatagen under belägringen av det judiska fortet Khaybar, torterats för att avslöja gömda värdeföremål och sedan avrättad på Muhammeds order. Vid deras död uppges Safiyyah fortfarande ha varit nygift: hon var endast mellan fjorton och arton år. 
När hennes stam hade besegrats, togs kvinnor och barn som krigsfångar. Eftersom de inte var muslimer blev de i enlighet med den islamiska lagens regler om kafirer från dar al-harb automatiskt slavar och delades ut som krigsbyte bland muslimerna. 
Safiyya tilldelades först Dihya al-Kalbi. På grund av hennes skönhet och sociala status ändrades dock beslutet, och hon tilldelades Muhammed själv i hans andel av krigsbytet: 
"...the beauty of Safiya bint Huyai bin Akhtab was described to him. Her husband had been killed while she was a bride. So Allah's Apostle selected her for himself and took her along with him till we reached a place called Sad-AsSahba,' where her menses were over and he took her for his wife."
Muhammed hade samlag med Safiyya några dagar efter att hon hade blivit hans slav: "Narrated Anas bin Malik: The Prophet stayed with Safiya bint Huyai for three days on the way of Khaibar where he consummated his marriage with her. Safiya was amongst those who were ordered to use a veil." 
Al-Tabari återger att en man stod utanför med ett svärd medan Muhammed befann sig i tältet med Safiyya, eftersom han var rädd för att hon skulle attackera Muhammed: 
Ibn ‘Umar [al-Waqidi] – Kathir b. Zayd – al-Walid b. Rabah – Abu Hurayrah: While the Prophet was lying with Safiyyah Abu Ayyub stayed the night at his door. When he saw the Prophet in the morning he said "God is the Greatest." He had a sword with him; he said to the Prophet, "O Messenger of God, this young woman had just been married, and you killed her father, her brother and her husband, so I did not trust her (not to harm) you." The Prophet laughed and said "Good". 
Efter samlaget uppges Muhammed ha gett Safiyya valet att konvertera till islam och gifta sig med honom, vilket innebar att han skulle frige henne; eller fortsätta vara slav. Hon ska då ha valt att konvertera till islam, varefter han frigav henne och gifte sig med henne: hennes frigivning från slaveri kallades för hennes hemgift.